# Ankylopteryx laticosta
Ankylopteryx laticosta är en insektsart som beskrevs av Banks 1939. Ankylopteryx laticosta ingår i släktet Ankylopteryx, och familjen guldögonsländor. Inga underarter finns listade.